# Gare de La Cantraie
La gare de La Cantraie est une gare ferroviaire française fermée de la ligne de Nantes-Orléans à Châteaubriant, située sur le territoire de la commune d'Erbray, dans le département de Loire-Atlantique, en région Pays de la Loire.
Elle est mise en service en 1903 par la Compagnie du chemin de fer de Paris à Orléans (PO) et fermée en 1939 par la Société nationale des chemins de fer français (SNCF), en même temps la première fermeture du service voyageurs de la ligne, dans le cadre du plan de coordination. C'est le seul point d'arrêt à ne pas rouvrir en 1948, après la réouverture de la ligne au trafic des voyageurs.

## Situation ferroviaire
La gare de La Cantraie est située au point kilométrique (PK) 487,327 de la ligne de Nantes-Orléans à Châteaubriant, entre les gares ouvertes d'Issé et de Châteaubriant. Elle est séparée de celle d'Issé par la gare également fermée de La Claie.

## Histoire
L'arrêt de La Cantraie est ouvert en 1903 par approbation « à titre précaire » le 24 janvier 1903 du ministre des Travaux Publics. Seule la commune d'Erbray accepte de financer la création d'un quai de 100 mètres de long et de 2,5 mètres de large, éclairé par deux poteaux-appliques. Les communes de Louisfert et de Châteaubriant se sont vu proposer le financement, mais ont décliné l'offre, jugeant non pertinent l'arrêt. La commune de Louisfert précise même que cet arrêt « ne serait d'aucune utilité pour [ses] habitants [...], étant donné que quelques fermes seulement jouxtent ce lieu et que les fermiers voyagent très rarement en chemin de fer et se rendent plutôt en voiture à leurs différentes affaires ». Il est implanté près du passage à niveau (PN) no 347,, c'est probablement la maison de garde barrière qui fit office de bâtiment voyageurs.
L'arrêt est fermé en 1939, en même temps que la relation commerciale Nantes - Châteaubriant, dans le cadre du plan de coordination. Faiblement fréquenté, il ne rouvrit pas lorsque le service voyageurs repris sur la ligne, en 1948,.